# Kristian Schreiner

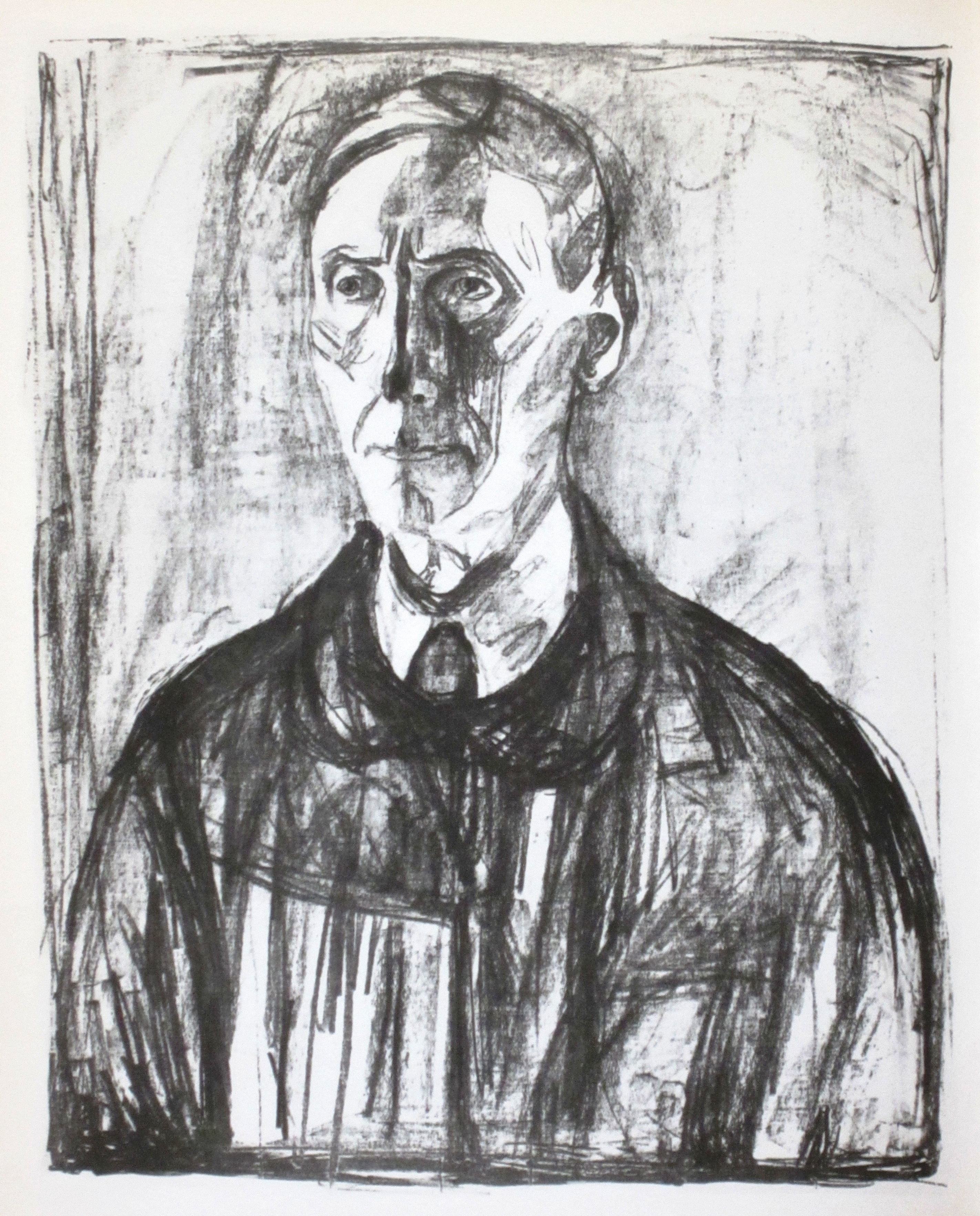
Edvard Munch: Kristian Schreiner (um 1930)

Kristian Emil Schreiner (* 29. Juli 1874 in Aker bei Oslo; † 3. Mai 1957 ebenda) war ein norwegischer Anthropologe und Professor der Anatomie.
Kristian Schreiner war der sechste Sohn des Großhändlers Christian Emil Schreiner (1829–1879) und Bethy Gerhardine Bødtker (1832–1910). Er war ein Verwandter des Erziehers Emil Schreiner.
Seit dem 15. September 1900 war Kristian Schreiner mit der Medizinerin Alette Falch (1873–1951) verheiratet. Ihr Sohn Johan (1903–1967) wurde Historiker und der Sohn Fredrik (1905–1988) ging in den Staatsdienst.
Er studierte von 1899 bis 1900 in Würzburg Anatomie, 1900–1901 in Prag Embryologie und 1901–1902 in Lüttich Zytologie. Den Doktorgrad erwarb er 1902 mit der Arbeit Über die Entwicklung der Amniotennier. Er wurde 1904 wissenschaftlicher Mitarbeiter an der Königlichen Friedrichs-Universität in Oslo und 1906 zum Prosektor befördert. 1908 wurde Schreiner Professor am Anatomischen Institut.
1929 veröffentlichte er zusammen mit Halfdan Bryn die Arbeit Die Somatologie der Norweger nach Untersuchungen an Rekruten. Schreiner hat sich jedoch nicht mit der Rassenhygiene beschäftigt. Er wurde von den Nazi-Besatzern Norwegens entlassen und vom 12. September 1941 bis 3. Juli 1942 im Polizeihäftlingslager Grini inhaftiert. Auch sein Sohn Johan wurde inhaftiert.
Nach dem Ende der Besatzung beendete Schreiner seine Karriere als Professor von Frühjahr bis Herbst 1945.

## Werke
- Beiträge zur Histologie und Embryologie des Vorderarmes der Vögel. 1902
- Über die Entwicklung der Amniotennier. 1902
- Über das Generationsorgan bei Myxine glutinosa. 1904
- Die Somatologie der Norweger nach Untersuchungen an Rekruten. (mit Halfdan Bryn) 1929
- Zur Osteologie der Lappen. 1935